# Hydnotrya confusa
Hydnotrya confusa är en svampart som beskrevs av Spooner 1992. Hydnotrya confusa ingår i släktet Hydnotrya och familjen Discinaceae.   Inga underarter finns listade i Catalogue of Life.